# La Marginale
Pour plus de détails, voir Fiche technique et Distribution.
La Marginale est une comédie française réalisée par Franck Cimière, sortie en 2023.

## Synopsis
Michèle, SDF, vit à l'aéroport d'Orly, vaguant entre les différents halls. Elle croise régulièrement Théo, jeune balayeur à l'aéroport. Atteint d'un handicap mental, il vit chez sa "Tatie" qui le surprotège. Un jour, Michèle fait une découverte des plus inattendues, un sac rempli d'argent.

## Fiche technique
Sauf indication contraire, les informations mentionnées dans cette section peuvent être confirmées par les bases de données cinématographiques IMDb et Allociné,  présentes dans la section « Liens externes ».
- Titre original : La Marginale
- Réalisation : Franck Cimière
- Scénario : Franck Cimière et Eurydice da Silva
- Musique : Maxime Desprez et Michaël Tordjman
- Décors : Benoît Pfauwadel
- Costumes : Tamara Faniot
- Photographie : Matthieu-David Cournot
- Montage : Bruno Safar
- Son :  Loïc Pommiès
- Production : Marc Missonnier
- Sociétés de production : Moana Films et Sony Pictures Entertainment
- Sociétés de distribution : Sony Pictures Releasing France
- Budget : 4 200 000€
- Pays de production :  France
- Langue originale : français
- Format : couleur — 2,35:1
- Genre : Comédie dramatique
- Durée : 1h37
- Dates de sortie :
  - France : 3 mai 2023

## Distribution
Sauf indication contraire ou complémentaire, les informations mentionnées dans cette section proviennent du générique de fin de l'œuvre audiovisuelle présentée ici.
- Corinne Masiero : Michèle
- Vincent Chalambert : Théo
- Karina Marimon : la tante de Théo
- Mickaël Launay : Alain
- Sarah Perles : Mercedes
- Pierre Azéma : Fernando Pereira
- Éric Da Costa : Gino, le pompiste
- Antonia de Rendinger : la guichetière à l'aéroport
- Mouss Zouheyri : policier 1
- Tom Dingler : policier 2

## Accueil

### Box-office
| Pays ou région | Box-office     | Date d'arrêt du box-office | Nombre de semaines |
| -------------- | -------------- | -------------------------- | ------------------ |
| France         | 51 405 entrées | 31 mai 2023                | 5                  |

Pour son premier jour d'exploitation en France, La Marginale a réalisé 2 733 entrées, dont 826 en avant-premières, pour un total de 826 séances proposées. En comptant pour ce premier jour les avant-premières, le film se positionne en quatrième place du box-office des nouveautés pour sa journée de démarrage, derrière Showing Up (4 632) et devant Disco Boy (2 704).
Au bout d’une première semaine d’exploitation dans les salles françaises, le long-métrage totalise 27 833 entrées, pour 5 661 séances proposées. Si l'on ne comptabilise pas les avant-premières, alors le long-métrage se positionne en dix-neuvième place au box-office hebdomadaire, derrière Quand tu seras grand (30 898) et devant Ma langue au chat (24 406).
Il termine sa carrière en salles avec seulement 51 405 entrées (5 semaines d’exploitation).